# Associazione Sportiva Giana Erminio 2018-2019
Questa voce raccoglie le informazioni riguardanti l'Associazione Sportiva Giana Erminio nelle competizioni ufficiali della stagione 2018-2019.

## Divise e sponsor
Lo sponsor tecnico per la stagione 2018-2019 è Macron, mentre gli sponsor ufficiali sono Bamonte e Cogeser Energia.
| Casa | Trasferta | Terza divisa |

## Organigramma societario
Area direttiva
- Presidente: Oreste Bamonte

Area organizzativa
- Team manager: Giorgio Domaneschi

Area tecnica
- Allenatore: Raul Bertarelli, da gennaio Cesare Albè, da febbraio Riccardo Maspero
- Allenatore in seconda: William Sala
- Preparatore atletico: Andrea Curzi
- Preparatore dei portieri: Sabatino Nese

Area sanitaria
- Responsabile: Stefano Rossi
- Medici sociali: Davide Mandelli, Maurizio Gallo
- Fisioterapista: Luca Fagnani
- Massofisioterapista: Mauro Bulla, Franco Giombelli

## Rosa
Aggiornata al 2 settembre 2018.
| N. |                    | Ruolo | Calciatore         |
| -- | ------------------ | ----- | ------------------ |
| 1  | Spagna (bandiera)  | P     | Pablo Sánchez      |
| 2  | Italia (bandiera)  | D     | Simone Perico      |
| 3  | Italia (bandiera)  | D     | Maicol Origlio     |
| 5  | Italia (bandiera)  | C     | Alessio Iovine     |
| 6  | Italia (bandiera)  | C     | Daniele Dalla Bona |
| 7  | Italia (bandiera)  | C     | Daniele Pinto      |
| 8  | Senegal (bandiera) | D     | Mbaye Seck         |
| 10 | Italia (bandiera)  | A     | Fabio Perna        |
| 11 | Italia (bandiera)  | A     | Daniele Rocco      |
| 12 | Italia (bandiera)  | P     | Roberto Taliento   |
| 13 | Italia (bandiera)  | D     | Gabriele Rocchi    |
| 14 | Italia (bandiera)  | C     | Amin Ababio        |

| N. |                    | Ruolo | Calciatore       |
| -- | ------------------ | ----- | ---------------- |
| 15 | Italia (bandiera)  | D     | Stefano Lanini   |
| 16 | Italia (bandiera)  | D     | Filippo Pirola   |
| 18 | Brasile (bandiera) | A     | Jefferson        |
| 19 | Italia (bandiera)  | C     | Andrea Mandelli  |
| 20 | Italia (bandiera)  | C     | Marco Capano     |
| 22 | Italia (bandiera)  | P     | Riccardo Leoni   |
| 23 | Italia (bandiera)  | D     | Alessandro Sosio |
| 24 | Italia (bandiera)  | D     | Andrea Montesano |
| 25 | Italia (bandiera)  | D     | Simone Bonalumi  |
| 26 | Italia (bandiera)  | C     | Gianluca Piccoli |
| 27 | Italia (bandiera)  | A     | Gabriel Lunetta  |
| 28 | Italia (bandiera)  | A     | Cristian Mutton  |

## Risultati

### Coppa Italia Serie C

#### Fase ad eliminazione diretta
| Arbitro: | Repace (Perugia) |

|  |           |                         |
|  | Marcatori | 90+2’ (aut.) Dalla Bona |